# Piazza Sannazaro
Piazza Sannazaro è una delle più caratteristiche piazze di Napoli.
È celebre per la Fontana della Sirena, che dona all'intero paesaggio un carattere di maestosità ed eleganza (alla creazione della fontana ha partecipato anche un giovane Francesco Jerace).
Ospita pizzerie, ristoranti, chioschi, bar. Per la sua accessibilità, è un punto d'incontro, un cosiddetto "porto di mare", vicino al centro, al Vomero, Posillipo e Fuorigrotta, popolato dalla gran massa dei napoletani, ma anche da turisti, gruppi e personaggi tipici dell'underground locale.

## Storia
In origine la linea della costa della zona era molto più arretrata ed il mare occupava quasi l'intera area dell'attuale piazza. Solo nell'ultimo ventennio del XIX secolo fu compiuta la grande colmata a mare che strappò a questo un considerevole spazio, permettendo la realizzazione di via Caracciolo, di viale Gramsci e appunto di piazza Sannazaro. Fino a quel momento esistevano solo pochissimi palazzi, che sorgevano sulla riva del mare, lungo la via per Mergellina. Questi palazzi, tra cui si ricorda il casino della duchessa di Pescolanciano (esistente già nel XVII secolo e tuttora visibile) sorgono nella parte a nord-est della piazza, vicino alle tredici scese di Sant'Antonio e alla chiesa di Piedigrotta.
Successivamente, negli anni venti del XX secolo fu aperta la seconda galleria sotto la collina di Posillipo, la galleria Laziale (detta così perché fatta aprire dalla Società Edilizia Laziale) che sanciva il definitivo interesse urbanistico verso l'area occidentale, ancora immersa in un'atmosfera totalmente agreste (a Fuorigrotta) oppure incontaminata (come la stessa collina di Posillipo, fatta eccezione per i vari casali). Sulla piazza, che così accolse la fontana della Sirena proveniente dai giardini antistanti la vecchia stazione centrale, si affacciò l'ingresso alla galleria affiancato da due palazzi che chiudevano scenograficamente l'opera.

## La leggenda della sirena
Secondo la leggenda, la sirena Partenope innamorata di Ulisse, cercò di ammaliarlo col canto e di attrarlo verso il profondo del mare (acque del Golfo di Napoli). L'eroe come è noto resistette facendosi legare all'albero della nave mentre costeggiava la baia. La giovane sirena si uccise e il suo corpo fu raccolto dalle correnti sullo scoglio di San Leonardo a Mergellina. Dal nome della sirena venne fondata Napoli.

## L'incidente tranviario del 1973

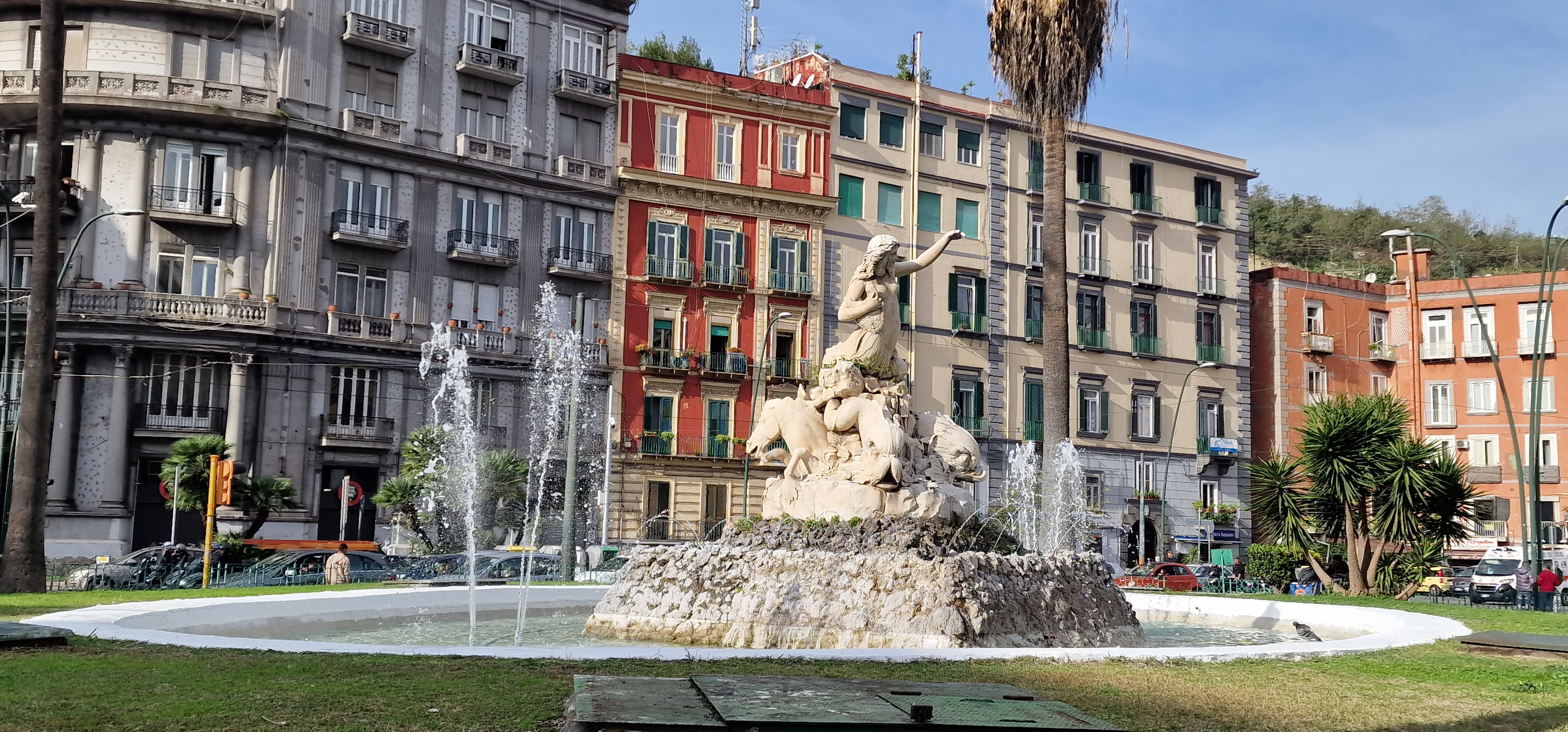
La fontana della Sirena al centro della piazza

Il 31 ottobre 1973 un tram guasto trainato da un'altra vettura in direzione del deposito di Fuorigrotta si sganciò all'interno della Galleria Laziale. Dal momento che percorreva la galleria in salita, il tram, privo di conducente e senza freni, ripiombò nella piazza a fortissima velocità (circa 70 km/h), fiondandosi su alcune automobili ferme al semaforo e terminò la sua folle corsa nell'aiuola della fontana della piazza senza però danneggiarla, abbattendo però una palma che non è mai più stata rimpiazzata.
L'incidente causò due morti: Luigi Esposito (passeggero del taxi di appena 24 anni) e del tassista Gianni Vozzo (29 anni) che in quel momento si trovavano all'interno del taxi colpito e tranciato in due parti dal tram.

## Trasporti e viabilità
La piazza è un importante nodo viario in quanto smista la circolazione proveniente da Fuorigrotta dalla Galleria Laziale, una delle due gallerie che rendono possibile l'accesso al quartiere (l'altra è la Galleria delle Quattro Giornate), ma anche il traffico del lungomare, della riviera di Chiaia e di corso Vittorio Emanuele.
La piazza è raggiungibile dalla stazione di Napoli Mergellina, oltre che dalla fermata Mergellina della linea 6 della metropolitana. Inoltre la zona è servita dagli autobus che si dirigono a Mergellina (C16), a Posillipo (140 e C21) nonché quelli che si dirigono verso la zona occidentale Fuorigrotta-Soccavo-Pianura-Bagnoli (112, 151, R7). La piazza non dispone di fermate che tuttavia sono molto vicine ad essa pur essendo collocate nelle strade adiacenti.
Fino al 2000 era raggiungibile anche tramite il tram 1 che si dirigeva a piazzale Tecchio (collegamento attualmente affidato alla linea 151). La piazza è però dotata di rotaie per via della decisione di renderla estremo occidentale della rete. Unico ostacolo a ciò è la presenza di tre cantieri lungo la tratta che impediscono il transito dei tram.
L'uscita della Tangenziale più vicina è quella di Fuorigrotta (2.6 km).
A poche decine di metri è disponibile il porto turistico di Mergellina.